# موكينا (إلينوي)
موكينا (بالإنجليزية: Mokena)‏ هي منطقة سكنية تقع في الولايات المتحدة في إلينوي. يقدر عدد سكانها بـ 19,251 نسمة .

## الموقع الجغرافي
الموقع الجغرافي للمناطق المحيطة بهذه النقطة هو كالتالي:

## أعلام
- ويلبر هاتش
- أندرو دوران
- دين آنا